# Municipio de Coffey
Coffey Township era una subdivisión territorial del condado de White, Arkansas, Estados Unidos. Según el censo de 2020, en ese momento tenía una población de 1225 habitantes.
Fue disuelta definitivamente en el año 2023.

## Geografía
La subdivisión estaba ubicada en las coordenadas 35°11′14″N 91°58′0″O / 35.18722, -91.96667. Según la Oficina del Censo, tenía una superficie total de 78.87 km², de los cuales 78.71 km² corresponden a tierra firme y 0.17 km² están cubiertos de agua.

## Demografía
Según el censo de 2020, en ese momento había 1225 personas residiendo en la zona. La densidad de población era de 15.56 hab./km². El 88.49 % de los habitantes eran blancos, el 1.22 % eran afroamericanos, el 0.98 % eran amerindios, el 0.65 % eran asiáticos, el 0.08 % era isleño del Pacífico, el 0.82 % eran de otras razas y el 7.76 % eran de una mezcla de razas. Del total de la población, el 2.61 % eran hispanos o latinos de cualquier raza.